# Episodi di The Rifleman (prima stagione)
La prima stagione della serie televisiva The Rifleman è stata trasmessa in anteprima negli Stati Uniti d'America dalla American Broadcasting Company tra il 30 settembre 1958 e il 30 giugno 1959.
| nº | Titolo originale       | Titolo italiano | Prima TV USA      | Prima TV Italia |
| -- | ---------------------- | --------------- | ----------------- | --------------- |
| 1  | The Sharpshooter       |                 | 30 settembre 1958 |                 |
| 2  | Home Ranch             |                 | 7 ottobre 1958    |                 |
| 3  | End of a Young Gun     |                 | 14 ottobre 1958   |                 |
| 4  | The Marshal            |                 | 21 ottobre 1958   |                 |
| 5  | The Brother-in-Law     |                 | 28 ottobre 1958   |                 |
| 6  | Eight Hours to Die     |                 | 4 novembre 1958   |                 |
| 7  | Duel of Honor          |                 | 11 novembre 1958  |                 |
| 8  | The Safe Guard         |                 | 18 novembre 1958  |                 |
| 9  | The Sister             |                 | 25 novembre 1958  |                 |
| 10 | New Orleans Menace     |                 | 2 dicembre 1958   |                 |
| 11 | The Apprentice Sheriff |                 | 9 dicembre 1958   |                 |
| 12 | The Angry Gun          |                 | 16 dicembre 1958  |                 |
| 13 | The Young Englishman   |                 | 23 dicembre 1958  |                 |
| 14 | The Gaucho             |                 | 30 dicembre 1958  |                 |
| 15 | The Pet                |                 | 6 gennaio 1959    |                 |
| 16 | The Sheridan Story     |                 | 13 gennaio 1959   |                 |
| 17 | The Retired Gun        |                 | 20 gennaio 1959   |                 |
| 18 | The Photographer       |                 | 27 gennaio 1959   |                 |
| 19 | Shivaree               |                 | 3 febbraio 1959   |                 |
| 20 | The Deadeye Kid        |                 | 10 febbraio 1959  |                 |
| 21 | The Indian             |                 | 17 febbraio 1959  |                 |
| 22 | The Boarding House     |                 | 24 febbraio 1959  |                 |
| 23 | The Second Witness     |                 | 3 marzo 1959      |                 |
| 24 | The Trade              |                 | 10 marzo 1959     |                 |
| 25 | One Went to Denver     |                 | 17 marzo 1959     |                 |
| 26 | The Deadly Wait        |                 | 24 marzo 1959     |                 |
| 27 | The Wrong Man          |                 | 31 marzo 1959     |                 |
| 28 | The Challenge          |                 | 7 aprile 1959     |                 |
| 29 | The Hawk               |                 | 14 aprile 1959    |                 |
| 30 | Three Legged Terror    |                 | 21 aprile 1959    |                 |
| 31 | The Angry Man          |                 | 28 aprile 1959    |                 |
| 32 | The Woman              |                 | 5 maggio 1959     |                 |
| 33 | The Money Gun          |                 | 12 maggio 1959    |                 |
| 34 | A Matter of Faith      |                 | 19 maggio 1959    |                 |
| 35 | Blood Brother          |                 | 26 maggio 1959    |                 |
| 36 | Stranger at Night      |                 | 2 giugno 1959     |                 |
| 37 | The Raid               |                 | 9 giugno 1959     |                 |
| 38 | Outlaw's Inheritance   |                 | 16 giugno 1959    |                 |
| 39 | Boomerang              |                 | 23 giugno 1959    |                 |
| 40 | The Mind Reader        |                 | 30 giugno 1959    |                 |